# Saint-Pancrasse
Saint-Pancrasse és un municipi francès situat al departament de la Isèra i a la regió d'Alvèrnia-Roine-Alps. L'any 2007 tenia 442 habitants.

## Demografia

### Població
El 2007 la població de fet de Saint-Pancrasse era de 442 persones. Hi havia 160 famílies de les quals 36 eren unipersonals (12 homes vivint sols i 24 dones vivint soles), 48 parelles sense fills, 68 parelles amb fills i 8 famílies monoparentals amb fills.
La població ha evolucionat segons el següent gràfic:
Habitants censats

### Habitatges
El 2007 hi havia 205 habitatges, 161 eren l'habitatge principal de la família, 37 eren segones residències i 7 estaven desocupats. 187 eren cases i 17 eren apartaments. Dels 161 habitatges principals, 122 estaven ocupats pels seus propietaris, 37 estaven llogats i ocupats pels llogaters i 2 estaven cedits a títol gratuït; 1 tenia una cambra, 7 en tenien dues, 23 en tenien tres, 40 en tenien quatre i 90 en tenien cinc o més. 137 habitatges disposaven pel capbaix d'una plaça de pàrquing. A 49 habitatges hi havia un automòbil i a 103 n'hi havia dos o més.

### Piràmide de població
La piràmide de població per edats i sexe el 2009 era:
| Homes | Edats   | Dones |
| ----- | ------- | ----- |
| 0     | 95 o +  | 0     |
| 0     | 90 a 94 | 4     |
| 4     | 85 a 89 | 4     |
| 0     | 80 a 84 | 0     |
| 4     | 75 a 79 | 0     |
| 8     | 70 a 74 | 4     |
| 8     | 65 a 69 | 16    |
| 4     | 60 a 64 | 0     |
| 8     | 55 a 59 | 12    |
| 8     | 50 a 54 | 8     |
| 24    | 45 a 49 | 20    |
| 36    | 40 a 44 | 8     |
| 12    | 35 a 39 | 32    |
| 4     | 30 a 34 | 16    |
| 0     | 25 a 29 | 16    |
| 16    | 20 a 24 | 0     |
| 32    | 15 a 19 | 0     |
| 20    | 10 a 14 | 12    |
| 20    | 5 a 9   | 28    |
| 8     | 0 a 4   | 20    |

## Economia
El 2007 la població en edat de treballar era de 291 persones, 227 eren actives i 64 eren inactives. De les 227 persones actives 216 estaven ocupades (111 homes i 105 dones) i 11 estaven aturades (5 homes i 6 dones). De les 64 persones inactives 23 estaven jubilades, 27 estaven estudiant i 14 estaven classificades com a «altres inactius».

### Ingressos
El 2009 a Saint-Pancrasse hi havia 164 unitats fiscals que integraven 469 persones, la mediana anual d'ingressos fiscals per persona era de 22.961 €.

### Activitats econòmiques
Dels 14 establiments que hi havia el 2007, 1 era d'una empresa de fabricació d'altres productes industrials, 4 d'empreses de construcció, 1 d'una empresa d'hostatgeria i restauració, 5 d'empreses de serveis i 3 d'entitats de l'administració pública.
Dels 5 establiments de servei als particulars que hi havia el 2009, 2 eren paletes, 1 lampisteria, 1 electricista i 1 restaurant.
L'any 2000 a Saint-Pancrasse hi havia 4 explotacions agrícoles.

## Equipaments sanitaris i escolars
El 2009 hi havia una escola elemental.

## Poblacions més properes
El següent diagrama mostra les poblacions més properes.